# Månegarm
A Månegarm svéd viking/black metal együttes Norrtäljeból. Az együttes a nevét a
skandináv mitológiában szereplő, Mánagarmr nevű  farkasról vette át.

## Diszkográfia

### Albumok
- Nordstjärnans Tidsålder (1998)
- Havets Vargar (2000)
- Dödsfärd (2003)
- Vredens Tid (2005)
- Vargstenen (2007)
- Nattväsen (2009)
- Legions Of The North (2013)
- Månegarm (2015)
- Fornaldarsagor (2019)

## Tagok
- Erik Grawsiö - ének, dobok
- Markus Andé - gitár
- Jonas Almquist - gitár
- Janne Liljeqvist - hegedű

## Külső hivatkozások
- Hivatalos Weboldal Archiválva 2022. március 31-i dátummal a Wayback Machine-ben